# Jacob Druckman
Jacob Raphael Druckman, né le 26 juin 1928 à Philadelphie et mort le 24 mai 1996 à New Haven, est un compositeur américain. 

## Biographie
Jacob Druckman, né le 26 juin 1928,, commence l'étude du piano et du violon, joue de la trompette dans des ensembles de jazz et commence à composer dès ses quinze ans. Il étudie d'abord l'harmonie et le contrepoint avec Renée Longy et Louis Gessensway. Pendant l'été 1949 et 1950, il étudie avec Aaron Copland au Berkshire Music Center de Tanglewood. Diplômé de la Juilliard School, Druckman étudie avec Vincent Persichetti, Peter Mennin et Bernard Wagenaar. Il poursuit ses études à l'École normale de musique de Paris (1954-1955) grâce à une bourse Fulbright. Il passe son master en 1956 et enseigne à la Juilliard jusqu'en 1972 et partiellement au Bard College (1961–1967). Druckman a enseigné également à l'Aspen Music Festival, à Tanglewood, au Brooklyn College et à l'Université Yale, parmi d'autres emplois. 
Druckman travaille avec la musique électronique (il est directeur du studio de musique électronique de la Yale University, 1971–1972), en plus d'un certain nombre d'œuvres pour orchestre ou de petits ensembles. En 1972, il remporte le Prix Pulitzer pour sa première grande œuvre orchestrale, Windows. Il est compositeur en résidence de l'orchestre philharmonique de New York de 1982 à 1985 et compositeur lauréat de l'État du Connecticut.
Druckman est décédé d'un cancer du poumon à l'âge de 67 ans. Sa musique est publiée par Boosey & Hawkes. Il est le père du percussionniste Daniel Druckman.
De grands musiciens ont enregistré ses œuvres, notamment, David Zinman, Wolfgang Sawallisch, Zubin Mehta, Leonard Slatkin, Dawn Upshaw, Jan DeGaetani et le Quintette de cuivres américain.

## Étudiants notables
- Daniel Asia
- Michael Daugherty
- Donald Fagen
- Aaron Jay Kernis
- David Lang
- Leon Milo
- Kevin Puts
- Jan Swafford
- Arlene Sierra
- Christopher Theofanidis
- Augusta Read Thomas

## Œuvres
- Quatuor à cordes no 1 (1948)
- Les Sept péchés capitaux (1955), pour piano
- Sombre Sur la Harpe (1961-1962), pour mezzo-soprano, de cuivres et de percussions. Série de textes des Psaumes.
- Quatuor a cordes no 2 (1966)
- Animus, I (1966-1967), pour trombone et électronique de bande
- Animus II (1967-1968), pour mezzo-soprano, percussion et électronique de bande
- Animus III (1968), pour clarinette et électronique de bande
- Incenters (1968), pour 13 Instruments
- Valentine (1969), pour contrebasse
- Synapse (1971), pour bande magnétique
- Windows (1972), pour orchestre
- Lamia (1975), pour mezzo-soprano et orchestre. Selon le compositeur « les textes vont des punitions les plus terrifiantes des anciennes sorcières, au rêve folklorique le plus innocent — conjuration des jeunes filles de province »[6]
- Auréole (1979), pour orchestre
- Prisme (1980), pour orchestre
- Quatuor à cordes no 3 (1981)
- Vox Humana (1983), pour chœur et orchestre
- Réflexions sur la nature de l'eau (1986), pour marimba
- Brangle (1988-1989), pour orchestre
- Antiphonies, pour deux chœurs ; poèmes de Gerard Manley Hopkins.
- Summer Lightning (1991), pour orchestre
- Seraphic Games (1992), pour orchestre
- Contrepoids (1994), pour soprano et orchestre

## Discographie
- Quatuors à cordes nos 2 et 3 ; Reflections on the nature of water ; Dark wind - Group for Contemporary Music : Curtis Macomber, Carol Zeavin, violon ; Lois Martin, alto ; Fred Sherry, violoncelle et Daniel Druckman, marimba (31 mars/2 avril et 22 septembre 1996, Koch International KIC-CD-7409 / Naxos) (OCLC 68938050)